# Cezaropapizem
Cezaropapizem je oblika vladavine, pri kateri ima vladar obenem cerkveno in posvetno oblast. 

## Cezaropapizem vBizantinskem cesarstvu
V bizantinskem cesarstvu jo je želel uveljaviti cesar Justinijan, vendar mu to zaradi nasprotovanj poglavarja cerkve, patriarha, ni popolnoma uspelo. Cesar je vseeno imel glavno besedo pri izbiranju carigrajskega patriarha, pri predpisovanju verskih obredov in potrjevanju cerkvenih odlokov, tako da je posvetna oblast vedno imela prednost pred cerkveno. Zaradi vzajemne koristi sta država in cerkev sodelovali: cerkev je povezovala raznolike podložnike in poudarjala pomen pokorščine, država pa jo je ščitila in cerkvi pomagala pri razširjanju vere ter zatiranju krivoverstva.